# Hank Ciesla
Pour les articles homonymes, voir Ciesla.
Henry Edward Ciesla, surnommé Hank, (né le 15 octobre 1934 à Saint Catharines, dans la province de l'Ontario, au Canada — mort le 22 avril 1976) est un joueur professionnel canadien de hockey sur glace qui évoluait au poste de centre.

## Biographie
Ciesla fait ses débuts en tant que joueur junior en 1950 avec l'équipe de sa ville natale, les Teepees de Saint Catharines. Il joue alors dans l'Association de hockey de l'Ontario. Il passe quatre saisons avec l'équipe et remporte avec elle la Coupe Memorial 1954. Lors de la saison suivante, sa dernière dans le circuit junior, il termine la saison avec 106 points dont 57 buts, les plus haut totaux de la saison. Il remporte ainsi les trophées de meilleur pointeur, le trophée Eddie-Powers, mais également celui de meilleur joueur, le trophée Red-Tilson.
Il fait ses débuts dans la Ligue nationale de hockey au début de la saison suivante et joue soixante-dix rencontres avec les Black Hawks de Chicago. Après deux saisons, il ne répond pas aux attentes de la direction du club. En effet, celui-ci l'a recruté pour sa grande taille, 1,88 m, mais il préfère patiner et inscrire des buts. Il quitte ainsi Chicago en 1957 et signe avec les Rangers de New York. Il ne passe que deux saisons avec sa nouvelle équipe, ne parvenant pas à s'entendre avec l'entraîneur, Phil Watson et signe avec les Maple Leafs de Toronto.
Il ne joue cependant aucune rencontre avec l'équipe canadienne en raison d'une blessure. Il joue encore pendant six saisons au hockey en tant que professionnel mais passe le reste de sa carrière dans la Ligue américaine de hockey avec différentes équipes. Ainsi, en 1962-1963, il est le deuxième meilleur pointeur de la ligue alors qu'il joue avec les Barons de Cleveland, lui valant une nomination dans la seconde équipe d'étoiles de la saison. Il met fin à sa carrière en 1965 et retourne s'installer dans sa ville natale. Il ne profite que peu de sa retraite puisqu'il meurt en 1976 à l'âge de quarante-et-un ans d'un cancer de l'estomac ; il laisse derrière lui sa femme et une fille.

## Statistiques
| Saison     | Équipe                      | Ligue          |     | Saison régulière | Saison régulière | Saison régulière | Saison régulière | Saison régulière |   | Séries éliminatoires | Séries éliminatoires | Séries éliminatoires | Séries éliminatoires | Séries éliminatoires |
| Saison     | Équipe                      | Ligue          | PJ  | B                | A                | Pts              | Pun              | PJ               | B | A                    | Pts                  | Pun                  |                      |                      |
| 1950-1951  | Teepees de Saint Catharines | AHO            | 1   | 0                | 1                | 1                | 0                | 1                | 0 | 0                    | 0                    | 0                    |                      |                      |
| 1951-1952  | Teepees de Saint Catharines | AHO            | 41  | 14               | 25               | 39               | 0                | 14               | 5 | 7                    | 12                   | 14                   |                      |                      |
| 1952-1953  | Teepees de Saint Catharines | AHO            | 56  | 19               | 24               | 43               | 27               | 1                | 0 | 0                    | 0                    | 0                    |                      |                      |
| 1953-1954  | Teepees de Saint Catharines | AHO            | 59  | 39               | 30               | 69               | 66               | 15               | 6 | 7                    | 13                   | 8                    |                      |                      |
| 1954       | Teepees de Saint Catharines | Coupe Memorial | 11  | 5                | 8                | 13               | 29               |                  |   |                      |                      |                      |                      |                      |
| 1954-1955  | Teepees de Saint Catharines | AHO            | 45  | 57               | 49               | 106              | 36               | 11               | 7 | 8                    | 15                   | 23                   |                      |                      |
| 1955-1956  | Black Hawks de Chicago      | LNH            | 70  | 8                | 23               | 31               | 22               |                  |   |                      |                      |                      |                      |                      |
| 1956-1957  | Black Hawks de Chicago      | LNH            | 70  | 10               | 8                | 18               | 28               |                  |   |                      |                      |                      |                      |                      |
| 1957-1958  | Rangers de New York         | LNH            | 60  | 2                | 6                | 8                | 16               | 6                | 0 | 2                    | 2                    | 0                    |                      |                      |
| 1958-1959  | Rangers de New York         | LNH            | 69  | 6                | 14               | 20               | 21               |                  |   |                      |                      |                      |                      |                      |
| 1959-1960  | Americans de Rochester      | LAH            | 64  | 27               | 44               | 71               | 31               | 11               | 3 | 7                    | 10                   | 14                   |                      |                      |
| 1960-1961  | Americans de Rochester      | LAH            | 70  | 30               | 44               | 74               | 23               |                  |   |                      |                      |                      |                      |                      |
| 1961-1962  | Barons de Cleveland         | LAH            | 70  | 25               | 38               | 63               | 22               | 6                | 4 | 3                    | 7                    | 6                    |                      |                      |
| 1962-1963  | Barons de Cleveland         | LAH            | 72  | 42               | 56               | 98               | 41               | 7                | 3 | 8                    | 11                   | 8                    |                      |                      |
| 1963-1964  | Hornets de Pittsburgh       | LAH            | 69  | 18               | 38               | 56               | 46               | 5                | 1 | 3                    | 4                    | 8                    |                      |                      |
| 1964-1965  | Bisons de Buffalo           | LAH            | 49  | 8                | 8                | 16               | 34               |                  |   |                      |                      |                      |                      |                      |
| Totaux LNH | Totaux LNH                  | Totaux LNH     | 269 | 26               | 51               | 77               | 87               | 6                | 0 | 2                    | 2                    | 0                    |                      |                      |

## Trophées et honneurs personnels
- 1953-1954 : champion de la Coupe Memorial
- 1954-1955 :
  - Trophée Red-Tilson en tant que meilleur joueur de l'Association de hockey de l'Ontario
  - Trophée Eddie-Powers en tant meilleur pointeur de l'Association de hockey de l'Ontario
- 1962-1963 : seconde équipe d'étoiles de la Ligue américaine de hockey